# Monomotapa principalis
Monomotapa principalis är en spindelart som beskrevs av Wesolowska 1999 [2000. Monomotapa principalis ingår i släktet Monomotapa och familjen hoppspindlar. Inga underarter finns listade i Catalogue of Life.